# 高木麻早
高木 麻早（たかぎ まさ、1953年〈昭和28年〉12月31日 - ）は、日本の女性シンガーソングライター。愛知県名古屋市東区出身。
「ひとりぼっちの部屋」のヒットで知られる。

## 略歴
愛知教育大学附属名古屋中学校、愛知淑徳高校、愛知淑徳短期大学国文科卒業。高校生の頃から歌唱力が注目され、名古屋出身のデュオ「チェリッシュ」の担当番組に出演依頼されるほどだった。
1973年5月、ヤマハ第5回ポピュラーソングコンテストに出場し、「ひとりぼっちの部屋」で入賞、最優秀歌唱賞。『キューピットのささやき』を愛称に関東ポニーからソノシートでプレキャンペーン。同年9月10日、同曲で「ヤマハ音楽振興会」所属でキャニオンレコードからデビュー。キャッチフレーズは「フォーク界のアイドル」であった。「ひとりぼっちの部屋」は40万枚を超える売り上げとなり、ファースト・アルバム『高木麻早』はオリコン新人賞を受賞した。
1985年、音楽活動を休止。
2002年、アルバム「MASA☆夢」を発売し、音楽活動を再開。2004年にはライブを開始した。

## 人物
- ピアノは小学1年生の頃から習っていた[1]。
- コンサート、ライヴを中心に活動するほか、ディスク・ジョッキー、司会など幅広い活動を展開する。FM東京、FM大阪、名古屋CBCラジオ（『サタデーワイド』など）でパーソナリティを勤めた[要出典]。また、ニック・ニューサー、岡崎友紀、名高達郎らに楽曲を提供した[5]。
- 一般に30歳を過ぎると声のキーが低くなるが、自身の声は10代の頃とまったく変わっておらず、活躍していた当時と同じ声と音であるという[5]。

## ディスコグラフィ

### シングル
| 発売日                | 規格      | 規格品番   | 面        | タイトル                     | 作詞                    | 作曲                | 編曲          |
| AARD-VARK             | AARD-VARK | AARD-VARK  | AARD-VARK | AARD-VARK                    | AARD-VARK               | AARD-VARK           | AARD-VARK     |
| --------------------- | --------- | ---------- | --------- | ---------------------------- | ----------------------- | ------------------- | ------------- |
| 1973年9月10日         | EP        | AV-22      | A         | ひとりぼっちの部屋           | 高木麻早                | 高木麻早            | 萩田光雄      |
| 1973年9月10日         | EP        | AV-22      | B         | 振りかえってごらん           | 高木麻早                | 高木麻早            | 萩田光雄      |
| 1974年1月10日         | EP        | AV-26      | A         | 想い出が多すぎて             | 北山修 杉田二郎         | 高木麻早            | 萩田光雄      |
| 1974年1月10日         | EP        | AV-26      | B         | 道を求めて                   | 高木麻早                | 高木麻早            | 萩田光雄      |
| 1974年3月25日         | EP        | AV-29      | A         | コーラが少し                 | 山名敏晴                | 山名敏晴            | 萩田光雄      |
| 1974年3月25日         | EP        | AV-29      | B         | 二人だけのもの               | 高木麻早                | 高木麻早            | 萩田光雄      |
| 1975年4月25日         | EP        | AV-56      | A         | 不思議な気分                 | 高木麻早                | 小林南              | 小林南        |
| 1975年4月25日         | EP        | AV-56      | B         | 恋のグリーティングカード     | 酒井チエ                | 高木麻早            | 小林南        |
| 1975年8月25日         | EP        | AV-65      | A         | すりガラス                   | 高木麻早                | 高木麻早            | 萩田光雄      |
| 1975年8月25日         | EP        | AV-65      | B         | 君のいない部屋               | 榊原めぐみ 補:高木麻早  | 高木麻早            | 萩田光雄      |
| 1976年1月25日         | EP        | AV-75      | A         | 愛は貴方のぬくもり           | 杉山政美                | 梅垣達志            | 梅垣達志      |
| 1976年1月25日         | EP        | AV-75      | B         | 愛の誘い                     | 杉山政美                | 梅垣達志            | 梅垣達志      |
| 1976年11月25日        | EP        | V-9        | A         | あいつってさ                 | 岡田冨美子              | 高木麻早 伊東かおる | 福井崚        |
| 1976年11月25日        | EP        | V-9        | B         | 空を駆ける白馬のように       | 高木麻早                | 高木麻早            | 佐藤準        |
| 1977年3月25日         | EP        | V-17       | A         | 愛のシルエット               | 岡田冨美子              | 伊東かおる          | 佐藤準 福井崚 |
| 1977年3月25日         | EP        | V-17       | B         | 悲しみを私にも               | 高木麻早                | 高木麻早            | 佐藤準        |
| キャニオンレコード    |           |            |           |                              |                         |                     |               |
| 1977年6月25日         | EP        | F-203      | A         | 夢のバラード I LIKE DREAMIN’ | K.Nolan 和訳:なかにし礼 | K.Nolan             | 萩田光雄      |
| 1977年6月25日         | EP        | F-203      | B         | 愛のとりこ                   | 高木麻早                | 高木麻早            | 萩田光雄      |
| 1978年9月21日         | EP        | F-211      | A         | 忘れたいのに                 | 高木麻早                | 高木麻早            | 松井忠重      |
| 1978年9月21日         | EP        | F-211      | B         | ひとり案内                   | 高木麻早                | 高木麻早            | 松井忠重      |
| 1979年4月25日         | EP        | F-229      | A         | ひとり徒波                   | 高木麻早                | 高木麻早            | 松井忠重      |
| 1979年4月25日         | EP        | F-229      | B         | 風向きが変ったら             | 高木麻早                | 高木麻早            | 松井忠重      |
| 1979年12月5日         | EP        | F-252      | A         | 風の歌                       | 山口洋子                | 惣領泰則            | 惣領泰則      |
| 1979年12月5日         | EP        | F-252      | B         | あの頃は帰らないけど……       | 山口洋子                | 惣領泰則            | 惣領泰則      |
| 1980年6月25日         | EP        | F-259      | A         | な・お・ん                   | 高木麻早                | 高木麻早            | 萩田光雄      |
| 1980年6月25日         | EP        | F-259      | B         | 夜よさようなら               | 高木麻早                | 高木麻早            | 萩田光雄      |
| 1990年11月21日        | 8cmCD     | PCDA-00136 | A         | ひとりぼっちの部屋           | 高木麻早                | 高木麻早            |               |
| 1990年11月21日        | 8cmCD     | PCDA-00136 | B         | 天の子守歌                   |                         |                     |               |
| Rocking Chair Records |           |            |           |                              |                         |                     |               |
| 2009年3月14日         | CD        | QRCP-1019  | 1         | 会者定離                     | 高木麻早                | 南部昌江            | 倉田信雄      |
| 2009年3月14日         | CD        | QRCP-1019  | 2         | 一日千秋～逢いましょう       | 高木麻早                | 南部昌江            | 倉田信雄      |

### アルバム
| 発売日                        | レーベル                      | 規格                          | 規格品番                      | アルバム | 備考                          |
| AARD-VARK／キャニオンレコード | AARD-VARK／キャニオンレコード | AARD-VARK／キャニオンレコード | AARD-VARK／キャニオンレコード | AARD-VARK／キャニオンレコード | AARD-VARK／キャニオンレコード |
| ----------------------------- | ----------------------------- | ----------------------------- | ----------------------------- | --- | ----------------------------- |
| 1973年10月10日                | AARD-VARK                     | LP                            | AV-3008                       | 高木麻早 Side:A 1. 想い出が多すぎて 2. 好きだと言えないの 3. ひとりぼっちの旅 4. 片想いなんてつまらない 5. 風が吹いてくれば 6. 振りかえってごらん Side:B 1. ひとりぼっちの部屋 2. 知らない町で 3. 違うあなたに 4. シーハイル 5. 愛することを知ったから 6. Oh, My Love                                             |                               |
| 1994年11月18日                | アードバーク                  | CD                            | PCCA-00662                    | 高木麻早 Side:A 1. 想い出が多すぎて 2. 好きだと言えないの 3. ひとりぼっちの旅 4. 片想いなんてつまらない 5. 風が吹いてくれば 6. 振りかえってごらん Side:B 1. ひとりぼっちの部屋 2. 知らない町で 3. 違うあなたに 4. シーハイル 5. 愛することを知ったから 6. Oh, My Love                                             |                               |
| 2001年12月19日                | Yamaha Music                  | CD                            | YCCU-00003                    | 高木麻早 Side:A 1. 想い出が多すぎて 2. 好きだと言えないの 3. ひとりぼっちの旅 4. 片想いなんてつまらない 5. 風が吹いてくれば 6. 振りかえってごらん Side:B 1. ひとりぼっちの部屋 2. 知らない町で 3. 違うあなたに 4. シーハイル 5. 愛することを知ったから 6. Oh, My Love                                             |                               |
| 2008年12月17日                | ビクターレコード              | CD（紙ジャケ）                | VICL-63174                    | 高木麻早 Side:A 1. 想い出が多すぎて 2. 好きだと言えないの 3. ひとりぼっちの旅 4. 片想いなんてつまらない 5. 風が吹いてくれば 6. 振りかえってごらん Side:B 1. ひとりぼっちの部屋 2. 知らない町で 3. 違うあなたに 4. シーハイル 5. 愛することを知ったから 6. Oh, My Love                                             | 2008年デジタルリマスター盤    |
| 2016年7月20日                 | Yamaha Music                  | Blu-spec CD2                  | YCCU-10040                    | 高木麻早 Side:A 1. 想い出が多すぎて 2. 好きだと言えないの 3. ひとりぼっちの旅 4. 片想いなんてつまらない 5. 風が吹いてくれば 6. 振りかえってごらん Side:B 1. ひとりぼっちの部屋 2. 知らない町で 3. 違うあなたに 4. シーハイル 5. 愛することを知ったから 6. Oh, My Love                                             |                               |
| 1974年5月10日                 | AARD-VARK                     | LP                            | AV-3011                       | 麻早 ※ 編曲：萩田光雄（注記以外） Side:A 1. 明日に向って（2:40） 2. 愛だからいい（4:18） 3. いつも二人で（3:30） 4. 花ふぶき（3:56） 5. いもうと（3:07）編曲：羽田健太郎 Side:B 1. コーラが少し（3:53） 2. トボトボ歩きの歌（4:01） 3. 思い出橋（5:03） 4. あなたに寄せて（3:30） 5. あなたに捧げる私の歌（4:38） |                               |
| 1994年11月18日                | アードバーク                  | CD                            | PCCA-00663                    | 麻早 ※ 編曲：萩田光雄（注記以外） Side:A 1. 明日に向って（2:40） 2. 愛だからいい（4:18） 3. いつも二人で（3:30） 4. 花ふぶき（3:56） 5. いもうと（3:07）編曲：羽田健太郎 Side:B 1. コーラが少し（3:53） 2. トボトボ歩きの歌（4:01） 3. 思い出橋（5:03） 4. あなたに寄せて（3:30） 5. あなたに捧げる私の歌（4:38） |                               |
| 2008年12月17日                | ビクターレコード              | CD（紙ジャケ）                | VICL-63175                    | 麻早 ※ 編曲：萩田光雄（注記以外） Side:A 1. 明日に向って（2:40） 2. 愛だからいい（4:18） 3. いつも二人で（3:30） 4. 花ふぶき（3:56） 5. いもうと（3:07）編曲：羽田健太郎 Side:B 1. コーラが少し（3:53） 2. トボトボ歩きの歌（4:01） 3. 思い出橋（5:03） 4. あなたに寄せて（3:30） 5. あなたに捧げる私の歌（4:38） | 2008年デジタルリマスター盤    |
| 1974年9月10日                 | AARD-VARK                     | LP                            | AV-3015                       | TAKE A TEN Side:A 1. おとずれた春 2. ビートセブン 3. 私の街 4. 1人で暮らしてみたら 5. ピカピカの自転車 Side:B 1. 風の色は何色 2. 別れの時夕暮れを 3. 雨あがり 4. 恋時計 5. 何故に |                               |
| 1996年3月21日                 | ポニー・キャニオン            | CD                            | PCCA-00910                    | TAKE A TEN Side:A 1. おとずれた春 2. ビートセブン 3. 私の街 4. 1人で暮らしてみたら 5. ピカピカの自転車 Side:B 1. 風の色は何色 2. 別れの時夕暮れを 3. 雨あがり 4. 恋時計 5. 何故に |                               |
| 2008年12月17日                | ビクターレコード              | CD（紙ジャケ）                | VICL-63176                    | TAKE A TEN Side:A 1. おとずれた春 2. ビートセブン 3. 私の街 4. 1人で暮らしてみたら 5. ピカピカの自転車 Side:B 1. 風の色は何色 2. 別れの時夕暮れを 3. 雨あがり 4. 恋時計 5. 何故に | 2008年デジタルリマスター盤    |
| 1975年7月5日                  | AARD-VARK                     | LP                            |                               | 麻早 こころの扉 Side:A 1. すりガラス 2. 六時の待合せ 3. FOR TOMORROW 4. 君のいない部屋 5. 二十才 6. 恋のグリーティングカード Side:B 1. 不思議な気分 2. そうして今 3. 旅じたく 4. さようならの詩 5. お散歩 6. SONG IS MY LOVE                                                                                      |                               |
| 1996年3月21日                 | ポニー・キャニオン            | CD                            | PCCA-00911                    | 麻早 こころの扉 Side:A 1. すりガラス 2. 六時の待合せ 3. FOR TOMORROW 4. 君のいない部屋 5. 二十才 6. 恋のグリーティングカード Side:B 1. 不思議な気分 2. そうして今 3. 旅じたく 4. さようならの詩 5. お散歩 6. SONG IS MY LOVE                                                                                      |                               |
| 2008年12月17日                | ビクターレコード              | CD（紙ジャケ）                | VICL-63177                    | 麻早 こころの扉 Side:A 1. すりガラス 2. 六時の待合せ 3. FOR TOMORROW 4. 君のいない部屋 5. 二十才 6. 恋のグリーティングカード Side:B 1. 不思議な気分 2. そうして今 3. 旅じたく 4. さようならの詩 5. お散歩 6. SONG IS MY LOVE                                                                                      | 2008年デジタルリマスター盤    |
| 1976年11月                    | AARD-VARK                     | LP                            | VF-9007                       | シルエット Side:A 1. 私だけのエピローグ（3:04） 2. 忘れたいのに（3:05） 3. 悲しみを私にも（5:20） 4. あいつってさ（2:49） 5. 何も終わらない（4:42） Side:B 1. 空を駆ける白馬のように（3:35） 2. とざされた心より（4:09） 3. 愛のシルエット（3:29） 4. あなたに伝えたい（3:55） 5. あなた追いかけて（4:29）        |                               |
| 1996年3月21日                 | ポニー・キャニオン            | CD                            | PCCA-00912                    | シルエット Side:A 1. 私だけのエピローグ（3:04） 2. 忘れたいのに（3:05） 3. 悲しみを私にも（5:20） 4. あいつってさ（2:49） 5. 何も終わらない（4:42） Side:B 1. 空を駆ける白馬のように（3:35） 2. とざされた心より（4:09） 3. 愛のシルエット（3:29） 4. あなたに伝えたい（3:55） 5. あなた追いかけて（4:29）        |                               |
| キャニオンレコード            |                               |                               |                               | |                               |
| 1977年9月                     | キャニオンレコード            | LP                            | FF-9006                       | DREAM ON Side:A 1. 夢のバラード 2. 歩道橋 3. 掛け時計 4. モデラート カンタービレ 5. ドライ フラワー Side:B 1. 真昼の夢 2. 昨夜から今朝へ 3. 文月ついたち 4. 愛のとりこ 5. Dream On 6. おやすみなさい |                               |
| 1996年3月21日                 | ポニー・キャニオン            | CD                            | PCCA-00913                    | DREAM ON Side:A 1. 夢のバラード 2. 歩道橋 3. 掛け時計 4. モデラート カンタービレ 5. ドライ フラワー Side:B 1. 真昼の夢 2. 昨夜から今朝へ 3. 文月ついたち 4. 愛のとりこ 5. Dream On 6. おやすみなさい |                               |
| 1978年11月                    | キャニオンレコード            | LP                            | C25A-0002                     | はじめて女になったとき ※ 全作詞・作曲：高木麻早 ※ 全編曲：松井忠重 Side:A 1. ひとり案内 2. ふられた女 3. Lost Love 4. 愛を食べ残して 5. 人待ち顔 Side:B 1. 騙され上手 2. 私小説 3. 愚痴 4. 朝は来ない 5. 忘れたいのに                                                                                             |                               |
| 1996年3月21日                 | ポニー・キャニオン            | CD                            | PCCA-00914                    | はじめて女になったとき ※ 全作詞・作曲：高木麻早 ※ 全編曲：松井忠重 Side:A 1. ひとり案内 2. ふられた女 3. Lost Love 4. 愛を食べ残して 5. 人待ち顔 Side:B 1. 騙され上手 2. 私小説 3. 愚痴 4. 朝は来ない 5. 忘れたいのに                                                                                             |                               |
| 1980年2月                     | F-Label                       | LP                            | C25A-0084                     | 渇奏路 Side:A 1. 笑うなら笑えばいいさ 2. うかれそぶり 3. 酔うほどに淋しくて 4. うぬぼれ遊び 5. 行かないで Side:B 1. 風の歌 2. ひとり徒波 3. ローテンブルグにて 4. あの頃は帰らないけど・・・ 5. 風向きが変わったら                                                                                                |                               |
| ビクターレコード／Invitaion   |                               |                               |                               | |                               |
| 1983年3月                     | ビクターレコード              | LP                            | VIH-28120                     | PICK ME UP ※ 全作詞：高木麻早 Side:A 1. Slave Of Love（3:35） 2. 想い出を抱きしめて（4:23） 3. あなたにSay Good-Bye（3:34） 4. 流されて（4:12） 5. だけど今夜だけ（4:17） Side:B 1. Love Me Do（4:35） 2. RESISTANCE（3:53） 3. 週末の午後（3:21） 4. 夜よ・・・（5:51）                                          |                               |
| 1984年6月                     | ビクターレコード              | LP                            | VIH-28177                     | Good-bye あの頃 Side:A 1. Good-bye あの頃 2. スティービー通りを歩いたら 3. だからFurin-Love 4. いい女シンドローム 5. ふたりめの秋 Side:B 1. Shirley 2. 気づいた時からFall In Love 3. 初恋キャフェ・バー 4. A Song All My Love (To You)                                                                            |                               |
| HUMAN LABEL                   |                               |                               |                               | |                               |
| 2002年7月15日                 | HUMAN LABEL                   | CD                            | DNA-011                       | MASA☆夢 1. 忘れたいのに 2. 想い出が多すぎて 3. だけど今夜だけ 4. ひとりぼっちの部屋 5. コーラが少し 6. あなたにＳａｙＧｏｏｄ－ｂｙ 7. 好きだと言えないの 8. 愛のシルエット |                               |
| 第一興商                      |                               |                               |                               | |                               |
| 2004年11月17日                | 第一興商                      | CD                            | ESD-009                       | TRUE LOVE 1. I wanna go to paradise at moonlight night 2. 僕の愛し方 3. あなたはTrue Love 4. 困惑チックで・・・ 5. Midnight Blue 6. さよならの法則 7. ピーカーブー 8. ひとりぼっちの部屋 9. 想い出が多すぎて |                               |

#### ライブ・アルバム
| 発売日         | レーベル         | 規格           | 規格品番   | アルバム | 備考                       |
| AARD-VARK      | AARD-VARK        | AARD-VARK      | AARD-VARK  | AARD-VARK | AARD-VARK                  |
| -------------- | ---------------- | -------------- | ---------- | --- | -------------------------- |
| 1976年2月4日   | AARD-VARK        | LP             | C25A-0016  | 高木麻早LIVE Side:A 1. オープニング 2. Song Is My Love 3. ひとりぼっちの部屋 4. 平和のために 5. For Tomorrow～いつも二人で～旅じたく 6. シーハイル～あなたに捧げる私の歌～好きだと言えないの～二十才 7. 父を想う Side:B 1. そよ風の誘惑 Have You Never Been Mellow 2. ビートセブン 3. 恋時計 4. コーラが少し 5. 不思議な気分 6. すりガラス 7. 愛は貴方のぬくもり 8. 想い出が多すぎて |                            |
| 2008年12月17日 | ビクターレコード | CD（紙ジャケ） | VICL-63178 | 高木麻早LIVE Side:A 1. オープニング 2. Song Is My Love 3. ひとりぼっちの部屋 4. 平和のために 5. For Tomorrow～いつも二人で～旅じたく 6. シーハイル～あなたに捧げる私の歌～好きだと言えないの～二十才 7. 父を想う Side:B 1. そよ風の誘惑 Have You Never Been Mellow 2. ビートセブン 3. 恋時計 4. コーラが少し 5. 不思議な気分 6. すりガラス 7. 愛は貴方のぬくもり 8. 想い出が多すぎて | 2008年デジタルリマスター盤 |

#### ベストアルバム
- プレイバック・シリーズ 高木麻早（1987年12月5日）
- ポプコン・スーパー・セレクション 高木麻早 ベスト（2003年3月26日）
- マイ・リコメンド 高木麻早（2006年12月21日）

### パンダのたからもの
2011年、吉田幸弘監修の元で嚥下機能低下防止ソングとして、リハビリ効果のある「ぱ」「た」「か」「ら」の音を含む替え歌「パンダのたからもの」が、高木作詞・歌唱により発表された。制作されたCDは高齢者福祉施設に配布された。